# ساموئل استیل بلر
ساموئل استیل بلیر (Samuel Steel Blair) (زادهٔ ۵ دسامبر۱۸۲۱– درگذشتهٔ ۸ دسامبر ۱۸۹۰) نماینده جمهوری‌خواه از پنسیلوانیا بود.
در طول جنگ داخلی آمریکا، او خواستار برخورد خشن‌تر در برابر ایالات جنوبی جدا شده از اتحادیه شده و گفت: «این شورش را نمی‌توان با الفاظ نرم و تدابیر ملایم فرونشاند».

## سال‌های شکل‌گیری
بلیر در ۵ دسامبر ۱۸۲۱ در ایندیانا، پنسیلوانیا متولد شد او ثمرهٔ مدارس دولتی جامعه خود بود. پس از آن او در کالج جفرسون در کنونزبورگ، پنسیلوانیا شرکت کرد. و در سال ۱۸۳۸، فارغ‌التحصیل شد.
پس از اتمام مطالعات بیشتر در زمینه حقوق و اخذ پذیرش در وکالت در سال ۱۸۴۵ میلادی در هالیدیزبورگ، پنسیلوانیا شروع به وکالت نمود.
از سال ۱۸۴۹ تا ۱۸۶۴ با همکاری جانِ دین که بعداً قاضی دادگاه عالی شد در هالیدیزبورگ، پنسیلوانیا وکالت کرد.

## حرفه سیاسی
بلیر یکی از اعضای حزب جمهوری‌خواه ایالات متحده، به‌عنوان نماینده کنوانسیون ملی جمهوری‌خواهان سال ۱۸۵۶ انتخاب شد و در سال‌های ۱۸۵۸ و ۱۸۶۰ در مجلس نمایندگان ایالات متحده انتخاب گردید. در جریان سی و هفتمین کنگره از بلیر به‌عنوان رئیس کمیتهٔ املاک خصوصی نام برده شده‌است. پس از تلاش‌های ناموفق‌آمیزش برای انتخاب مجدد او در سال ۱۸۶۲، کار وکالتش را از سر گرفت.
پس از تحریک جنگ داخلی آمریکا بلیر از همکاران خود در دولت فدرال خواست تا از «الفاظ نرم و اقدامات ملایم» بپرهیزد و آنها را تحت فشار قرار داد تا موضع خشن‌تر را در برابر ایالات جنوبی که گمان می‌رفت در «شورش» حضور دارد، اتخاذ نمایند. بلیر در یک سخنرانی طولانی در مقابل مجلس نمایندگان ایالات متحده در ۲۲ مه، ۱۸۶۲ گفت:
آقای رئیس، ما در ارتباط به جنگ در مورد بسیاری از چیزها اختلاف عقیده داریم، ولی هدف یکی است که در آن اکثریت اعضای این مجلس تقریباً متحد به‌نظر می‌رسد و آن اینست که دولت ایالات متحده در توسعه صلاحیت ارضی خود با تسلیم دهی یک فوت از خاکش به ایالات جنوبی کوتاه نخواهد آمد. مردم جدایی معمولی بخش‌های از این اتحادیه را از باقیمانده تحمل نخواهد کرد. اگر این جز از سیاست ثابت ما نیست، اگر ما خواهان جدی این گسترش نیستیم، حتی یک ساعت را هم نباید قبل از اعزام یک سفیر به ریچماند برای توقف جنگ از دست بدهیم.
زمانی بود که به‌نظر می‌رسید که گویاـ درطی زمانیکه مردم به جنبش‌ها مصروف شوند به نتایج قطعی دست نخواهد یافت. یک سیاست زیرکانه، پس از تأخیر طولانی می‌تواند خصومت‌ها را با مصالحه دروغین پایان دهد. دلهره‌های حزن آور چنین فاجعه‌ای به سرعت اذهان مردم را فرا خواهد گرفت، اما موفقیت‌های اخیر نیروی ما دربسیاری از زمینه‌ها با شجاعت قهرمانانه خود بار مسئولیت را از قلب‌های ملت ما برداشته است و بار دیگر آن در راه نوید و امید قرار داده‌است. شورش توسط نیروها سرکوب می‌شود، نه با اعطای امتیاز به خیانت، نه با تشدید جنگ و نه با دغلبازی دیپلماسی.
برای ما غیرممکن است با قدرتی که بردگی را می‌پذیرد در صلح باشیم، سنگی که پدران ما آنرا پس زد و با سرسختی آنرا در قبضه خود درآورد.
هدف این جنگ از سوی ما اینست که صلاحیت دولت را هرجا که از دست رفته‌است، بازگردانیم تا مردم در نهایت بتوانند به دولت‌های ایالتی در اتحادیه برگردند و از تمام ملک قانونی خود برخوردار شوند. به جز مواردی که در اثر ضربهٔ جنگ در تلاش آنها برای سرکوب شورش و جلوگیری از تکرار آن، آنها رامحروم می‌سازد.

بیجا و احمقانه است که حالت اصلی چیزها را همان طوریکه که قبل از آشوب‌ها بوده‌است، انتظار را داشته باشیم یا بخواهیم. ما نمی‌توانیم انتظار داشته باشیم تا مُرده‌ها از گورهای خونین شان برخیزد و نه قبرها که از میان خاکسترهای‌شان یکبارگی خوشحال ظاهر شوند. برای زیان‌های تجارت، هرنوع ملک گرفته شده، مجروح، یا تخریب شده، هیچگونه غرامتی نخواهد بود، مگر در درس‌های خردمندی که آنها می‌آموزاند. وقتی ما بنگریم که بردگی با خون کشته شدگان آغشته شده و در ویرانی جنگ شورش کند … اگر فرشتگان هم در مورد آن از آنها مراقبت کند، طوریکه که هیچ چیزی در طول درگیری به آنها آسیب نرساند، پس بایستی ما، واقعاً باور کنیم که این یک امر الهی و مقدس است.
بلیر به این سخنرانی ادامه داد تا تصریح کند که «بردگی دلیل اصلی و برجسته» جنگ است و افزود:
که بردگی به سرعت جنگ می‌افزود، آنرا تداوم بخشید و تقویت کرد، برای هدف آشکار تداوم آن جنگ برپا کرد. هیچ استدلال فریب‌آمیزی نمی‌تواند حقیقت این مسئله را انکار کند… این هیولا بسیار خشن، عریان و ملموس است که نمی‌توان با تمام مبدل‌های که نبوغ می‌تواند ببافد آنرا پنهان نمود. تاریخ آن را به‌عنوان حقیقتی آشکار خواهد نوشت… من متعقدم تا زمانیکه ما شهامت و عزم نداشته باشیم تا با دشمن آرامش خود در میدان روبرو شویم و آنجا که قصد نابودی ما را دارد نابود کنیم، نسل بعدی نخواهد مُرد مگر اینکه شورش جدیدی را سرکوب کند و دَین عظیمی دیگری اکنون اضافه شود، بار دیگر ملت جوانان قهرمان و شرافت‌مند خود را برای ایثارگری در قربانگاه جدید تقدیم کند.
ما این رنج‌ها را مدیون هیچ تفاوت اساسی در منافع منطقه‌ای یا شخصیت مردم نیستیم. با تمام تنوع خاک، اقلیم و محصولات خود ما حقیقتاًهم‌تبار استیم. شرارت‌ها که من متعقدم که در نطفهٔ شورش یافت می‌شود، اگر برده‌داری در پنسیلوانیا و ماساچوست وجود داشت، مانند ویرجینیا و کارولینای جنوبی، نیز به همان اندازه آشکارا خواهد بود. قدرتی را که قانون برای هر کشوری، یا هر ایالتی داده‌است که به‌واسطه آن فرد اجازه دارد فرد دیگری را به عنوان مالکیت تصاحب کند یک قانون وحشتناک است، بسیار فراتر از سایر حقوق مالکیت است و همیشه هم خواهد بود، درحالیکه طبیعت انسان همان طوریکه است باقی می‌ماند، یک اهرم نفوذ اجتماعی و سیاسی قویتر نسبت به هر منافع دیگر است.
این عامل اصلی موفقیت برای هر دو طرف خواهد بود اگر به اندازه کافی عاقل شوند تا نظریه مدیسونی تبدیل انسان برده به انسان آزاد را اتخاذ کند.

کسانی هستند که به رهاسازی ما به نشانهٔ زوال ملی ما و فروپاشی آزادی مشروطه ما نگاه می‌کنند، اما به نظر من، آقای رئیس، این نشانه‌های مسلم برای ماندگاری ما به‌عنوان یک ملت است.